# Calling You (Blue-October-Lied)
Calling You ist ein Song der US-amerikanischen Alternative-Rock-Band Blue October, der 2003 als Single und 2007 als Remix-Single erschienen ist. Zudem ist er in den Alben History for Sale (2003) und Foiled for the Last Time, im Soundtrack des Teenie-Movies American Wedding und im dritten Spielfilm von Zoey 101, „Auf Wiedersehen Zoey?“ enthalten. 

## Produktion
Der Song wurde von Sänger der Band, Justin Furstenfeld, geschrieben. Die erste Single wurde 2003 veröffentlicht. Die zweite Single zu diesem Song wurde zwischen Frühling und Sommer 2005 produziert, wo David Castell und der Sänger diese produziert haben. Die Single erschien über Brando Records und Universal Records. 

## Inhalt
Der Song erzählt von einem jungen Mann, der sich verliebt hat. Er beschreibt, dass sein Leben, bevor er das Mädchen getroffen hat, aus den Fugen geraten ist. Er gesteht ihr seine Liebe zu ihr und ist der Meinung, dass sie ihm seine Liebe nicht nehmen kann. Im Refrain erzählt der Mann, dass er sie immer anrufen möchte, um zu wissen, ob sie was Gutes träumt und ob sie auch von ihm träumt. Außerdem fragt er sich, warum sie ausgerechnet ihn ausgesucht hat.

## Musikvideo
Das Musikvideo zum Song ist auf der offiziellen Homepage enthalten. Anfangs denkt ein Mann über Gott nach, der ihm hilft, nachdem der Mann ihm offenbart hat, dass er eine Tochter hat, er jedoch blind ist. Im Song wird der Mann als gemein seinen Mitmenschen gegenüber dargestellt, der die Menschen in Drängeleien herumschubst. Später wird gezeigt, dass dieser Mann versucht, seine Mitmenschen vor Gefahren zu retten. Das Originalvideo wurde auf einer Promotion-DVD veröffentlicht und auf Konzerten verkauft.
Ein weiteres Musikvideo zu dem Song erschien ebenfalls. In diesem sind die Musiker Astronauten. Nach einem Defekt, der mit einem Brand im Inneren des Raumschiffes endet, schottet sich der Sänger versehentlich von der übrigen Crew ab und wird in den Weltraum geschossen, während die übrigen Mitglieder mithilfe einer Rettungsraumkapsel zurück zur Erde fliegen. Der Sänger hingegen durchbricht die Atmosphäre und kommt so auf die Erde zurück, wo er mitten im Meer auftrifft. Dieses Musikvideo ist bei VIVA TV einsehbar.

## Veröffentlichungen
Der Song wurde als Single zum Album History for Sale 2003, als Remix für Foiled for the last Time 2007, als Soundtrackbeteiligungen der Filme American Wedding und Zoey 101. Im Song Amazing taucht Calling You ab der 10. Minute als Akustik-Version auf. Im Song Hate Me aus dem 2006 erschienenen Album Foiled ist ein Stück aus dem Refrain des Songs zu hören.

## Besonderes
- Der Song wurde nach der Veröffentlichung im Film American Wedding ein Radio-Hit in der Umgebung Houston.
- Die Single erreichte Platz 35 der Billboard Top 40 Pop-Song-Charts.
- Der Song landete auf dem 17. Platz der Adult Pop-Song-Charts, ebenfalls bei Billboard.